# Romualdo I di Benevento
Romualdo I (... – 687) fu duca di Benevento dal 671 al 687, già reggente in luogo del padre Grimoaldo dal 662 in seguito alla spedizione del padre per Pavia ed alla successiva usurpazione della corona di re dei Longobardi  ai danni di Pertarito.

## Biografia
Nato dall'unione di Grimoaldo con Ita (Itta), apparteneva alla stirpe dei Gausi. Romualdo si trovò in giovane età a reggere il ducato in luogo del padre divenuto Re a Pavia.
Nel 663 Romualdo dovette sostenere l'assalto dell'imperatore bizantino Costante II che, sbarcato a Taranto, invase il ducato, assediando inutilmente Acerenza e distruggendo diversi centri della Puglia tra cui Lucera
Allorché l'imperatore pose l'assedio a Benevento, Romualdo inviò il nobile Sesualdo a chiedere soccorso al padre a Pavia. Il ducato si trovava infatti in forte difficoltà anche in considerazione del fatto che molti armati sia da Benevento che da Capua avevano seguito Grimoaldo nella sua avventura pavese e molti si erano stabiliti in quelle terre. L'esercito allestito da Grimoaldo per soccorrere il figlio e il ducato discese la penisola con lentezza e molte defezioni; forti erano infatti i contrasti fra il re di dinastia friulana e l'aristocrazia fedele alla dinastia bavarese.
Quando Grimoaldo entrò nel ducato, l'imperatore Costante cessò le ostilità e si allontanò da Benevento dopo aver preso in ostaggio Gisa, sorella di Romualdo, la quale morì poi in Sicilia; tuttavia, sulla strada per Napoli l'imperatore fu affrontato dal conte di Capua, Mitola, che lo sconfisse sul fiume Calore. Successivamente lo stesso Romualdo, sostenuto dal padre, sconfisse l'esercito bizantino guidato da Saburro a Forino.
Dopo queste vittorie i Longobardi ebbero campo aperto verso la Puglia centro-meridionale che verrà sottratta ai Bizantini e inglobata nel ducato. In tale occasione il khan dei Bulgari Alzek si stanziò con la sua gente nel territorio sannita pentro centrato sulle città di Sepino, Bojano e Isernia ricevendo il titolo di gastaldo.
Romualdo prese in moglie Teodorada, figlia di Lupo, duca del Friuli e reggente del regno durante la spedizione di Grimoaldo per Benevento. Da lei avrà tre figli: Grimoaldo, che gli succederà, Gisulfo e Arichis.
Nel 671, alla morte del padre, Romualdo, divenne a tutti gli effetti duca di Benevento fino alla  morte che sopraggiunse nel 687.
Alla morte di Grimoaldo, Romualdo liberò la moglie e il figlio di Pertarito che si rimpossessò del regno ai danni del piccolo Garibaldo, fratellastro del duca di Benevento.
Il lungo periodo di governo del ducato beneventano di Romualdo fu caratterizzato da grandi trasformazioni. Durante l'assedio bizantino il duca fu convinto da san Barbato, futuro vescovo della città, ad abbandonare riti e usanze pagane. Allora venne sradicato l'albero sacro, dove i nobili longobardi svolgevano rituali pagani, e Romualdo dovette rinunciare all'adorazione della vipera d’oro custodita nel palazzo ducale.
A sottolineare il definitivo passaggio al cattolicesimo e l’abbandono non solo dell’arianesimo ma di molte tradizioni originarie, durante il suo regno, venne introdotto il culto di san Michele arcangelo quale protettore della gente longobarda, che sostituì nell’immaginario la figura di Odino. Anche il culto della Vergine Maria assunse particolare importanza nella religiosità del ducato.

### Fonti primarie
- Paolo Diacono, Historia Langobardorum
  - (LA) Paulus Diaconus, Historia Langobardorum, a cura di †Ludwig Bethmann e Georg Waitz, in Monumenta Germaniae Historica. Scriptores rerum Langobardicarum et Italicarum saec. VI-IX, Hannoverae, impensis bibliopolii Hahniani, 1878,  pp. 12-187.
  - (IT)  ed. Storia dei Longobardi, cura e commento di Lidia Capo, Milano, Lorenzo Valla/Mondadori, 1992. ISBN 8804330104
- Vita Barbati episcopi Beneventani
  - (LA) Vita Barbati episcopi Beneventani, a cura di Georg Waitz, in Monumenta Germaniae Historica. Scriptores rerum Langobardicarum et Italicarum saec. VI-IX, Hannoverae, impensis bibliopolii Hahniani, 1878,  pp. 555-563.

### Fonti secondarie
- Lidia Capo, Commento, in Paolo Diacono, Storia dei Longobardi, Milano, Lorenzo Valla/Mondadori, 1992, ISBN 88-04-33010-4.
- Sergio Rovagnati, I Longobardi, Milano, Xenia, 2003, ISBN 88-7273-484-3.

### Atti, miscellanee e riviste
- Giancarlo Andenna e Giorgio Picasso (a cura di), Longobardia e Longobardi nell'Italia meridionale, Milano, Vita e Pensiero, 1996,  Atti del II Convegno internazionale di Benevento del 1992.